# Byrrhinus nitidicollis
Byrrhinus nitidicollis är en skalbaggsart som beskrevs av Maurice Pic 1956. Byrrhinus nitidicollis ingår i släktet Byrrhinus och familjen lerstrandbaggar. Inga underarter finns listade i Catalogue of Life.